# Mikołaj Szołdrski
Mikołaj Szołdrski herbu Łodzia (ur. ok. 1620, zm. 1690) – kasztelan biechowski.

## Rodzina
Syn Jana (zm. 1644), kasztelana biechowskiego i Katarzyny Korosiówny. Urząd kasztelana biechowskiego objął po swym ojcu 3 listopada 1644 roku. Ożenił się z Anną Szczurkowską i miał dwoje dzieci: Katarzynę i Stanisława.

## Dobra majątkowe
W swych dobrach majątkowych posiadał: Szołdry, Rogaczewo, Chaławy, Iłowiec, Żabno (w powiecie kościańskim), miasto Pleszew, wsie Baranów i Baranówko, Rokutowo i Piekarzew (w powiecie kaliskim). Wieś Chaławy sprzedał Mikołajowi Lisieckiemu.